# Mikhaïl Fedonkine
Mikhaïl Aleksandrovitch Fedonkine (en russe : Михаи́л Алекса́ндрович Федо́нкин) est un paléontologue russe né le 19 juin 1946 à Orekhovo-Zouïevo, dans l'oblast de Moscou en Russie.
Il est célèbre pour ses travaux sur les formes fossiles primitives et leurs traces (paléoichnologie) en particulier dans les sédiments de la dernière période du Protérozoïque, l'Édiacarien.

## Carrière
Fedonkine a soutenu en 1969 son master en géologie à l'Université d'État de Moscou avec pour sujet : « Biostratigraphie et paléontologie des sédiments du Précambrien supérieur des monts Kharaulakh dans le nord de la République de Sakha (Yakoutie) ».
Nommé chercheur à l'institut de géologie de l'Académie des sciences de Russie à Moscou, il obtient en 1978 un doctorat en stratigraphie et paléontologie sur « Les faunes et traces fossiles du Précambrien de la bordure nord de la plateforme russe », puis en 1985 un autre doctorat en paléobiologie sur « Les faunes dépourvues de squelette du Vendien et leur place dans l'évolution des métazoaires ».
Il a étudié les faunes fossiles du Précambrien dans de nombreux pays : Australie, Canada, Norvège, Pologne, Russie, Espagne et États-Unis, et décrit plusieurs nouveaux taxons dont les proarticulés, Hiemalora, Onega stepanovi, Nimbia occlusa, Anfesta etc.

## Sélection de publications (titres anglais)

### Livres
- 1981. White Sea Biota of the Vendian (Precambrian non-skeletal fauna of the Russian Platform north). Transactions of the Geological Institute, vol. 342. Moscow, Nauka, p. 1-100 (en russe).
- 1983. Organic World of the Vendian. Moscow, VINITI, p. 1-128 (en russe).
- 1987. Non-skeletal Fauna and Its Place in the Evolution of Metazoans. Transactions of the Paleontological Institute, vol. 226. Moscow, Nauka, p. 1-176 (en russe).

### Publications scientifiques
- Fedonkin M.A. 1976. Traces of the multicellullar animals from Valdai Series. Izvestiya Akademii Nauk SSSR, ser. geol., N 4, p. 128-132 (en russe).
- Keller B.M. & Fedonkin M.A. 1977. New organic fossil finds in the Precambrian Valdai Series along the Syuz'ma River. Internat. Geol. Rev., 19(8), p. 924-930.
- Fedonkin M.A. 1980. Early stages of evolution of Metazoa on the basis of the paleoichnological data. Zhurnal Obchei Biologii, N 2, p. 226-233.
- Fedonkin, M.A. 1990. Precambrian metazoans. In: Briggs, D.E.G. & Crowther, P.R., eds., Palaeobiology. A Synthesis. Blackwell Scientific Publ. Ltd., p. 17-24.
- Crimes T.P. & Fedonkin M.A. 1994. Evolution and dispersal of deepsea traces. Palaios, vol. 9, N 1, p. 74-83.
- Fedonkin M.A. 1996. Geobiological trends and events in the Precambrian biosphere. In: Walliser O.H. (ed.) Global Events and Event Stratigraphy in the Phanerozoic: Results of the International Interdisciplinary Cooperation in the IGCP-Project 216 "Global Biological Events in Earth History"). Springer-Verlag, Berlin, Heidelberg, p. 89–112.
- Lipps J.H., Collins A.G. & Fedonkin M.A. 1998. Evolution of biological complexity: Evidence from geology, paleontology and molecular biology. In: Hoover R.B. (ed.) Instruments, Methods, and Missions for Astrobiology. Proceedings of The International Society for Optical Engineering, vol. 3441, p. 138-148.
- Fedonkin, M.A. & Ivantsov A. Yu. 2001. Faunal succession in the Vendian (Terminal Proterozoic) deposits of the White Sea Region, north of the Russian Platform. North American Paleontological Convention, Berkeley, California. Abstracts. P. 50.